# Філіпп Тібеф
Філіпп Тібеф (фр. Philippe Tibeuf, нар. 17 червня 1962, Дінан) — французький футболіст, що грав на позиції нападника.
Виступав, зокрема, за клуби «Монако» та «Сент-Етьєн», а також національну збірну Франції.
Володар Кубка Франції. Володар Суперкубка Франції.

## Клубна кар'єра
Народився 17 червня 1962 року в місті Дінан. Вихованець футбольної школи клубу «Генгам». Дорослу футбольну кар'єру розпочав 1980 року в основній команді того ж клубу, в якій провів чотири сезони, взявши участь у 45 матчах чемпіонату. 
Своєю грою за цю команду привернув увагу представників тренерського штабу клубу «Монако», до складу якого приєднався 1984 року. Відіграв за команду з Монако наступні три сезони своєї ігрової кар'єри.
У 1987 році перейшов до клубу «Сент-Етьєн», за який відіграв 4 сезони. Більшість часу, проведеного у складі «Сент-Етьєна», був основним гравцем атакувальної ланки команди. Завершив професійну кар'єру футболіста виступами за команду «Сент-Етьєн» у 1991 році.

## Виступи за збірну
У 1990 році дебютував в офіційних матчах у складі національної збірної Франції.
Загалом протягом кар'єри в національній команді, яка тривала 1 рік, провів у її формі 2 матчі.
| Дата       | Місто    | Господарі | Результат | Гості   | Турнір            | Голи | Примітки |
| ---------- | -------- | --------- | --------- | ------- | ----------------- | ---- | -------- |
| 28-3-1990  | Будапешт | Угорщина  | 1 – 3     | Франція | товариський матч  | -    |          |
| 17-11-1990 | Тирана   | Албанія   | 0 – 1     | Франція | Відбір до ЧЄ 1992 | -    |          |
| Усього     |          | Матчів    | 2         |         | Голів             | 0    |          |

## Титули і досягнення
- Володар Кубка Франції (1):

«Монако»: 1984-85
- Володар Суперкубка Франції (1):

«Монако»: 1985